# Amytornis dorotheae
Fadinha-da-carpentária ou fadinha-de-carpentária (Amytornis dorotheae) é uma espécie de ave da família Maluridae.
É endémica da Austrália.
Os seus habitats naturais são: matagal árido tropical ou subtropical.
Está ameaçada por perda de habitat.